# 도케역
도케역(일본어: 土気駅, とけえき)은 일본 지바현 지바시 미도리구에 있는 동일본 여객철도의 철도역이다.
역 가까이에 고급 주택가 "원헌드레드 힐스" (One Hundred Hills)로 유명한 부촌 아스미가오카 뉴타운이 있다. 특급 와카시오 호가 정차한다.

## 역 구조
섬식 1면 2선 구조의 지상역으로, 선상역사를 운영하고 있다. 가마토리역이 관리하는 직영역으로, 초록 창구는 오전 6시부터 오후 9시까지 영업한다. 자동 개찰기에서는 스이카 및 제휴 교통카드의 사용이 가능하다.

### 승강장
| 1 | ■ 소토보 선 | 오아미 · 가즈사이치노미야 · 가쓰우라 · 아와카모가와 · 도가네 · 나루토 방면 |
| 2 | ■ 소토보 선 | 소가 · 지바 · 도쿄 방면                                                    |

## 역세권 정보
- 아스미가오카 뉴타운
- 지바 시립 쇼와노모리 공원 - 삼림공원.

## 역사
- 1896년 11월 1일 - 보소 철도선 노다 역 (지금의 혼다 역) ~ 오아미역 사이에 신설 개업.
- 1907년 9월 1일 - 국유화에 따라 일본국유철도 소속이 되었다.
- 1987년 4월 1일 - 민영화에 따라 동일본 여객철도의 소속이 되었다.
- 2001년 11월 18일 - 스이카의 사용이 가능해졌다.

## 인접역
| 동일본 여객철도 소토보 선                                | 동일본 여객철도 소토보 선          | 동일본 여객철도 소토보 선    |
| -------------------------------------------------------- | ---------------------------------- | ---------------------------- |
| 혼다 도쿄 방면                                           | ■ 소부 쾌속 ■ 통근쾌속·게이요 쾌속 | 오아미 가즈사이치노미야 방면 |
| 혼다 도쿄 방면                                           | ■ 게이요 쾌속1 및 각역정차         | 오아미 가즈사이치노미야 방면 |
| 혼다 지바 방면                                           | ■ 소토보 선 보통                   | 오아미 아와카모가와 방면     |
| 1: 통근 시간대를 제외한 시간대의 게이요 쾌속을 가리킨다. |                                    |                              |